# Tovladić
Tovladić (cyr. Товладић) – wieś w Bośni i Hercegowinie, w Republice Serbskiej, w gminie Kotor Varoš. W 2013 roku liczyła 178 mieszkańców.